# Ajtai Andor György
Ajtai Andor György, születési és 1946-ig használt nevén Auspitz Andor György (néhol Ajtay; Budapest, 1929. május 15. – Budapest, 2009. június 3.) Aranytoll díjas magyar újságíró, lapszerkesztő, színész, sportegyesületi elnök.

## Életpályája
Auspitz Sándor (1895–1948) kereskedő és Kalmár Gabriella fiaként született. Húga Ajtai Anikó Judit (1935–1990). A Budapesti Evangélikus Gimnáziumban érettségizett (1947).
A Népszava újságírója volt, majd az 1960-as években a római nagykövetség sajtóattaséjaként dolgozott. 1972-től a Magyar Filmhíradó megbízott főszerkesztője, majd a Mafilm Katonai Filmstúdiójának helyettes vezetője, később a Lapkiadó Vállalat kereskedelmi igazgatója volt. Az 1980-as években főszerkesztője volt a Reklámújságnak és a VEGA Sci-fi magazinnak. A Sajtó Sportkör egyesületének előbb alelnöke, majd elnöke volt. Többek között a népszerű színész–újságíró rangadók (SZÚR) rendezőbizottságában is tevékenykedett. Szervezőtitkárként tagja volt a Magyar Újságírók Országos Szövetségének (MÚOSZ). 2009-ben Aranytoll díjat kapott. Filmszínészként karakterszerepekben is feltűnt.

## Filmes szerepei
- Hogyan felejtsük el életünk legnagyobb szerelmét…? (1979) – Hágen Ottó
- Ki beszél itt szerelemről? (1980) – elnök a sportközpontban
- Dögkeselyű (1982) – Dr. Árpi
- Álombrigád (1983)[2]
- Uramisten (1984)
- Szamárköhögés (1987)
- Miss Arizona (1988) – Arizona-portás II.
- A sápadt démon (1989)
- A skorpió megeszi az ikreket reggelire (1992)